# Міль-Мугань

Логотип клубу до 2012 року

Логотип клубу з 2004 року до початку 2010-их років

Футбольний клуб Міль-Мугань або просто «Міль-Мугань» (азерб. Mil-Muğan Futbol Klubu) — професіональний азербайджанський футбольний клуб з міста Імішлі.

## Історія
З метою продовжити футбольну традицію в одному з південно-східних регіонів Азербайджану — м. Імішлі, ТОВ «МКТ Istehsalat-Kommersiya» ухвалило рішення про створення футбольного клубу «МКТ-Араз», і орендувало з цією метою терміном на 20 років футбольний стадіон і зал для боротьби при Імішлінском сільському добровільному спортивному товаристві «Махсулі». ФК «МКТ-Араз» зареєстрований в Міністерстві Юстиції у січні 2004 року. Клуб було одразу допущено до змагань у Прем'єр-лізі. У сезоні 2004/05 років «МКТ-Араз» фінішував на 8-му місці, а в сезоні 2005/06 років — на 9-му. У 2006 році, у зв'язку з відмовою декількох азербайджанських клубів, команда дебютувала у Кубку Інтертото. Незважаючи на успішний перший домашній матч проти молдавського «Тирасполя» (1:0), на виїзді азербайджанський клуб програв (1:2) та вибув з турніру.
Сезон 2006/07 років став найуспішнішим в історії клубу. У чемпіонат команда посіла 5-те місце та вийшла до фіналу кубку Азербайджану, в якому поступилася з рахунком 0:1, проте, як виявилося, цього було достатньо для того, щоб пробитися до Кубку УЄФА 2007/08, завдяки тому, що переможець національного кубку, «Хазар-Ланкаран», того сезону також виграв і національний чемпіонат. Проте на «Араз» знову чекала невдача: «Дискоболія» перемогла азербайджанський клуб з сумарним рахунком 1:0.
13 серпня 2007 року УЄФА оголосила клуб банкрутом. Тим не менше, після допомоги від АФФА, клуб продовжив існувати, але виступав у сезоні 2009/10 років у Першому дивізіоні Азербайджану. Проте у 2011 році власники клубу знову оголосили, що команду буде розформовано й вона більше не виступатиме у Першому дивізіоні Азербайджану. Проте після переговорів з власниками клубу було вирішено, що «МКТ Араз» продовжить свої виступи у Першому дивізіоні Азербайджану й у сезоні 2011/12 років.
У 2012 році власники клубу оголосили, що клуб буде розпущено й він більше не виступатиме у Першому дивізіоні чемпіонату Азербайджану.
У 2013 році клуб було відновлено під назвою ФК «Міль-Мугань».
18 липня 2015 року ФК «Міль-Мугань» було розпущено, після того, як його фінансування було припинене.

## Досягнення
- Кубок Азербайджану
  -  Фіналіст (1): 2006/07

## Стадіон та база
В м. Імішлі за рахунок коштів ТОВ «MKT İstehsalat-Kommersiya» був побудований повністю відповідний міжнародним стандартам футбольний стадіон «MKT-Араз» на 8500 місць, розміром 105×68 м, а також тренувальний майданчик розміром 101×65 м.

## Статистика виступів у національних змаганнях
Станом на 03 грудня 2015 року:
| Сезон   | Див. | Міс. | Іг. | В  | Н | П  | ЗМ | ПМ | О  | національний кубок |
| ------- | ---- | ---- | --- | -- | - | -- | -- | -- | -- | ------------------ |
| 2004–05 | 1-ий | 8    | 34  | 16 | 9 | 9  | 35 | 23 | 57 | 1/2 фіналу         |
| 2005–06 | 1-ий | 9    | 26  | 9  | 8 | 9  | 31 | 36 | 35 | 1/4 фіналу         |
| 2006/07 | 1-ий | 5    | 24  | 12 | 5 | 7  | 23 | 18 | 41 | Фіналіст           |
| 2009–10 | 2-ий | 5    | 22  | 11 | 5 | 6  | 41 | 29 | 38 | Попередній раунд   |
| 2010–11 | 2-ий | 4    | 26  | 15 | 3 | 8  | 49 | 34 | 48 | 1/8 фіналу         |
| 2011–12 | 2-ий | 7    | 26  | 11 | 3 | 12 | 35 | 43 | 36 | Не брав участі     |
| 2013–14 | 2-ий | 9    | 30  | 11 | 7 | 12 | 29 | 33 | 40 | Другий раунд       |
| 2014–15 | 2-ий | 13   | 30  | 7  | 5 | 18 | 30 | 65 | 26 | Не брав участі     |
| 2015–16 | 2-ий | 8    | 26  | 8  | 8 | 10 | 28 | 26 | 32 | Другий раунд       |
| 2016–17 | 2-ий |      |     |    |   |    |    |    |    |                    |

## Статистика виступів у єврокубках
- Q = Кваліфікація

| Сезон   | Змагання        | Раунд | Країна  | Клуб       | Вдома | На виїзді | Загалом |
| ------- | --------------- | ----- | ------- | ---------- | ----- | --------- | ------- |
| 2005/06 | Кубок Інтертото | 1Р    | Молдова | Тирасполь  | 1–0   | 0–2       | 1–2     |
| 2007/08 | Кубок УЄФА      | Q1    | Польща  | Дискоболія | 0–0   | 0–1       | 0–1     |

## Відомі тренери
- Ельсад Ахмадов (2004—2005)
- Надір Гасімов (2005)
- Ігор Наконечний (2005—2007)
- Халіг Мустафаєв (2009—2012)
- Матлеб Маммедов (2013—2014)
- Халіг Мустафаєв (2014–теп.час)